# 愛愛校園日常
《愛愛校園日常》是由OTL Game開發的一款生存恐怖游戏，遊戲先後於Steam和任天堂Switch平台上線。

## 遊戲內容
《愛愛校園日常》一個Roguelike生存恐怖游戏。遊戲故事發生在架空的世界，虚拟现实裝置「Brain Link」發佈後，玩家扮演的主人公使用裝置遊玩校園戀愛模擬遊戲《Love Love School Days》，該遊戲內女主角均搭載人工智能（AI）。主人公在攻略女主角春宮繪美里（春宮エミリ）失敗後，轉而攻略第二女主角櫻咲真希奈（桜咲マキナ）。獲得櫻咲芳心後，主人公打算開啟二週目繼續攻略其他女主角，主人公的做法引起櫻咲的不滿，她將主人公意識拖進她改造過的《Love Love School Days》中。為了回到現實世界，主人公開始在遊戲中探索，期間要避免被櫻咲真希奈發現。
遊戲無法存檔，主人公被櫻咲捉住就遊戲結束，重新開始遊戲不保留任何道具和進度，每次遊戲場景都會重新生成。玩家除了逃跑和藏匿以避開櫻咲外，還可以使用道具暫時停止或干擾對方行動。隨著遊戲時間的進行，櫻咲的AI會不斷升級，有其他的行動模式。根據玩家收集的道具和行動會進入不同結局，遊戲共有16個結局，其中14個常規結局，1個特別結局，1個真結局。遊戲真結局，需要通關14個常規結局才能開啟。在真結局中，玩家會得知櫻咲是1995年的《心跳回憶》女主角，由於《心跳回憶》只有一個存檔點，主人公重溫遊戲都要刪掉舊存檔，沒有之前存檔記憶的櫻咲一直認為主人公三心兩意。《Love Love School Days》中櫻咲特意修改了其他女主角對主人公的好感度，讓主人公只能走她的路線，然而主人公二週目的行為在她看來是再一次的背叛，加上保存櫻咲數據的後備電池電量所剩無幾，所以她將主人公困在遊戲中，想在最後的時間兩人在一起。她並沒有傷害主人公的想法，所以主人公可以不斷重新開始遊戲。兩人解開了最初的誤會，主人公回到的現實，櫻咲也因為電力耗盡，數據丟失。

## 開發及發行
日本獨立遊戲開發者Teruaki Okano在製作《愛愛校園日常》之前，以TTTERY名義發佈過恐怖遊戲《DeadBreat》和校園模擬遊戲《School Life Simulator》。2021年4月，他以OTL GAME名義在Itch.io上發佈了《愛愛校園日常》的免費體驗版。2022年4月20日，遊戲在Steam開設頁面，同月27日公佈首部宣傳視頻。OTL GAME預計遊戲在2022年內發佈，並計劃支持日文和英文，後延期到2023年2月6日才正式在Steam發佈。遊戲發佈後次日，遊戲發行商WakuWaku Games宣佈負責遊戲的任天堂Switch版發行。同日OTL GAME表示玩家反饋難度過高，所以緊急進行難度調整，提高了主角的能力，降低櫻咲真希奈行動的速度和出現頻率。2023年7月，WakuWaku Games預告遊戲任天堂Switch版在年內第二季推出。同年8月31日，遊戲任天堂Switch版展開預售，9月14日正式上線任天堂eShop。任天堂Switch版除了特別適配任天堂兩款控制器Joy-Con和Pro-Con外，還相比電腦版增加了7個結局，並加入了真結局路線。此外，更多角色有了配音，角色人工智能也進行了優化，角色行為更為合理。

## 評價
| 媒体        | 得分   |
| ----------- | ------ |
| udn遊戲角落 | 7.5/10 |
| Fami通      | 30/40  |

遊戲在Steam發佈後，獲得極度好評。《Fami通》四名評論員合計給出30分（總分40），遊戲進入白銀殿堂。《Fami通》、udn遊戲角落和電擊Online均認為該作將傳統恐怖遊戲中追逐玩家的怪物替換為美少女形象的角色，削減遊戲的恐怖氣氛。
遊戲演出和玩法設計獲得《Fami通》、Yahoo奇摩遊戲、udn遊戲角落和電擊Online的好評，Yahoo奇摩遊戲評論員RM稱讚遊戲玩法「獨特」，有著「天馬行空的劇情演出與想像力」。udn遊戲角落編輯RAY表示遊戲題材「新穎」，中斷櫻咲真希奈追逐玩家的方式「很有趣」。如玩家丟出吐司，對方會撿起來叼著繼續追玩家，但是這時會變得很容易被撞到，還有使用相機拍照，對方會停下來，對著鏡頭擺出各種姿勢。RAY稱讚追玩家的角色可愛，應對方式也「很可愛」。電擊Online評論員認為櫻咲真希奈捉住主人公後會搥著玩家角色胸膛，一邊喊著「八嘎」，這種可愛的演出設計，讓他甘願被對方捉住。
遊戲地圖和操作方面，RAY批評遊戲採用了自動生成地圖的Roguelike設計，但是地圖辨識度不足，很容易迷路。另外，遊戲道具使用不支持快捷鍵，調用不同道具「很不方便」。

## 外部連結
- 官方网站 （日語）